# Spoorlijn Simmern - Gemünden
De spoorlijn Simmern - Gemünden is een voormalige spoorlijn tussen de steden Simmern en Gemünden in de Duitse deelstaat Rijnland-Palts. Het traject was als spoorlijn 3022 onder beheer van DB Netze.

## Geschiedenis
Het traject werd op 16 augustus 1921 geopend door de Deutsche Reichsbahn. De lijn werd gesloten op 25 november 1963 en in het volgende jaar opgebroken.

## Aansluitingen
In de volgende plaats was er een aansluiting op de volgende spoorlijnen:
Simmern
DB 3020, spoorlijn tussen Simmern en Boppard
DB 3021, spoorlijn tussen Langenlonsheim en Hermeskeil